# Adam Adamczyk

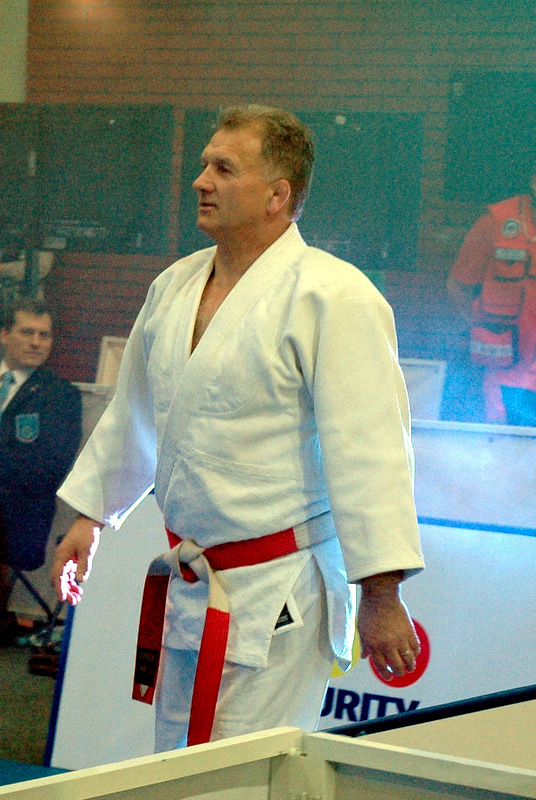
Adam Adamczyk (2012)

Adam Eucharyst Adamczyk (* 1. Oktober 1950 in Warschau) ist ein ehemaliger polnischer Judoka, der 1975 Weltmeisterschaftsdritter und 1977 Europameister war.

## Sportliche Karriere
Der 1,73 m große Adam Adamczyk kämpfte bis 1976 im Mittelgewicht, der Gewichtsklasse bis 80 Kilogramm. Er gewann 1972 die offenen polnischen Meisterschaften. bei den Olympischen Spielen 1972 in München schied er in seinem ersten Kampf nach 2:12 Minuten durch einen Haltegriff (kami shiho gatame) gegen den Neuseeländer Rick Littlewood aus. Ende 1972 gewann Adamczyk seinen ersten polnischen Meistertitel. 1973 verlor er bei den Weltmeisterschaften 1973 in Lausanne in seinem zweiten Kampf gegen Bernd Look aus der DDR. Bei den Europameisterschaften 1974 in London erhielt er eine Bronzemedaille. Nach dem Gewinn seines zweiten polnischen Meistertitels nahm er im November 1974 an den Weltmeisterschaften der Studierenden in Brüssel teil und gewann eine Bronzemedaille in der offenen Klasse. Bei den Europameisterschaften 1975 in Lyon erhielt er, nun wieder im Mittelgewicht startend, ebenfalls eine Bronzemedaille. Im Oktober 1975 fanden die Weltmeisterschaften in Wien statt. Nach einer Viertelfinalniederlage gegen den Japaner Yoshimi Hara bezwang er in der Hoffnungsrunde Fred Marhenke aus der Bundesrepublik Deutschland und im Kampf um Bronze den Ungarn Endre Kiss. Bei den Europameisterschaften 1976 in Kiew erreichte Adamczyk das Finale und gewann Silber hinter dem Franzosen Jean-Paul Coche. Bei den Olympischen Spielen 1976 in Montreal besiegte Adamczyk in seinem ersten Kampf den Belgier Daniel Guldemont nach 4:30 Minuten. Im Achtelfinale unterlag er dem Jugoslawen Slavko Obadov durch Ippon nach 27 Sekunden.
Nach der Neuordnung der Gewichtsklassen kämpfte Adam Adamczyk ab 1977 im Halbmittelgewicht, der neuen Gewichtsklasse bis 78 Kilogramm. Bei den Europameisterschaften 1977 in Ludwigshafen gewann Adamczyk den Titel mit einem Finalsieg über Harald Heinke aus der DDR. Ende 1977 gewann er seinen ersten Meistertitel in seiner neuen Gewichtsklasse. Bei den Europameisterschaften 1978 in Helsinki bezwang Adamczyk im Halbfinale den für Österreich startenden Jurek Jatowitt. Im Finale kam es zu einer Neuauflage des Vorjahresfinales, diesmal siegt Heinke und Adamczyk erhielt Silber. Kurz darauf gewann Adamczyk seinen letzten polnischen Meistertitel. Im November 1978 erreichte er das Finale beim Jigoro Kano Cup in Tokio, dort unterlag er dem Japaner Shōzō Fujii. Außer Adamczyk erreichten 1978 lediglich Dietmar Lorenz aus der DDR und der Franzose Jean-Luc Rougé als Nichtjapaner das Finale beim Jigoro Kano Cup. 1979 gewann Adamczyk mit Bronze bei den Europameisterschaften in Brüssel seine letzte internationale Medaille. Bei den Weltmeisterschaften 1979 in Paris schied er im Achtelfinale gegen Harald Heinke aus.